# Папин, Иван Владиславович
Иван Владиславович Папин (род. 24 февраля 1987 года) — мастер спорта Республики Казахстан международного класса (подводный спорт).

## Карьера
Двукратный чемпион кубка мира. Серебряный призёр чемпионата мира в Германии, чемпион мира в Казани, двукратный вице-чемпион мира в Чехии. многократный победитель и призёр чемпионатов Казахстана по подводному ориентированию.
В 2009 году закончил Алматинский гуманитарно-технический университет.
Военнослужащий десантно-штурмовой и маневренной группы «Боран».
Сестра Елена также занимается подводным спортом.